# Porto da Madeira
Porto da Madeira é um bairro do Recife, Pernambuco.
Integra a Região Político-Administrativa 2 (RPA 2). Localiza-se entre o Fundão, Cajueiro e Beberibe. Faz divisa com Olinda.

## Origem
O nome do bairro é originário de um porto instalado no bairro de Beberibe, situado as margens do rio Beberibe, onde as embarcações que transportavam madeiras as descarregavam, dando origem ao seu nome. Esse porto era o principal ponto de desembarque da matéria prima que abastecia os bairros da zona norte do Recife.
É através das águas do rio Beberibe que o bairro faz divisa com o município de Olinda, nas proximidades da fábrica da Ambev (antiga Antarctica).

## Demografia
Área Territorial: 46,4 ha.
População Residente: 7.643 habitantes
Densidade demográfica: 164,75 hab./ha.

## Educação
Os seguintes estabelecimentos educacionais estão instalados no Porto da Madeira:
Particulares
- 90 Graus Colégio e Curso
- Educandário Rita Barbosa
- Educandário do Saber
- Educandário Siqueira Brandão
- Instituto Espaço Criativo
- Invest Centro Educacional
- Invest Educação Infantil

## Saúde
Estabelecimentos de saúde no Porto da Madeira:
- Posto de Saúde da Família Alto do Céu
- Laboratório Gilson Cidrim
- Farmácia Dose Certa do Trabalhador
- Farmácia Milenium
- Pulmocardio Fisioterapia

## Religião
Em Porto da Madeira encontra-se um templo da Igreja Universal do Reino de Deus.

## Serviços comunitários
- Associação dos Moradores do Porto da Madeira [7]